# Amelia Busuioceanu
Amelia Adriana Busuioceanu (n. 14 martie 1981, Slatina) este o fostă handbalistă română, fostă componentă a echipei naționale a României. Busuioceanu, care a evoluat pe postul de coordonator de joc, a fost convocată la selecționata națională începând din 1998 și a jucat la categoriile cadete, junioare, tineret și senioare. În total, ea a luat parte la 67 de meciuri și a înscris 246 de goluri la toate aceste categorii de vârstă.

## Carieră
Amelia Busuioceanu a început să joace handbal la Clubul Sportiv Școlar Slatina. În 1999, ea s-a legitimat la CS Oltchim Râmnicu Vâlcea, echipă cu care a câștigat un titlu național. În 2002, Busuioceanu s-a transferat la Rapid CFR București, cu care a câștigat un titlu național și o cupă a României.
În 2006, Amelia Busuioceanu a plecat la „U” Jolidon Cluj, echipă alături de care a terminat campionatul pe locul trei în sezonul 2006/07.
Busuioceanu a mai jucat la Astral Poșta Câlnău, AS Hidrotehnica Constanța, HC Oțelul Galați, HCM Roman și, după o scurtă colaborare cu CSM Bacău 2010, s-a transferat la echipa de liga a doua din Franța HBC Brest Penn-Ar-Bed.
În vara anului 2013, Amelia Busuioceanu a revenit în România, la clubul HCM Râmnicu Vâlcea, iar în a doua parte a sezonului 2014 - 2015 a jucat pentru CSM Slatina. S-a întors apoi în Franța, unde a jucat pentru Yutz Handball și US Altkirch. În sezonul 2019 - 2020, Amelia Busuioceanu a jucat la clubul francez HBC Grandvillars.
În aogust 2014, Amelia Busuioceanu a devenit mamă.

### La echipa națională
În 2002, Amelia Busuioceanu a fost convocată de antrenorii Cornel Oțelea și Aurelian Roșca în lotul restrâns al echipei naționale care a evoluat la Campionatul European din Danemarca, unde România s-a clasat pe locul 7.
În total, Busuioceanu a jucat pentru echipa națională de senioare în 26 de meciuri, în care a înscris 24 de goluri.

## Palmares
- Cupa Cupelor EHF Feminin:
  - Sfertfinalistă: 2005, 2008, 2009
  - Optimi de finală: 2005

- Cupa EHF Feminin:
  - Sfertfinalistă: 2004

- Cupa Challenge EHF Feminin:
  -  Finalistă: 2007

- Liga Națională:
  -  Câștigătoare: 2000, 2003
  -  Medalie de argint: 2005
  -  Medalie de bronz: 2004, 2007

- Cupa României:
  -  Câștigătoare: 2004
  - Semifinalistă: 2003, 2007, 2011

- Campionatul European pentru Junioare
  -  Medalie de aur: 1999